# Playback. Ensayo de una despedida
Playback. Ensayo de una despedida es una cortometraje documental de Argentina, de contenido LGBT+, de 2019, escrito y dirigido por Agustina Comedi, que trata de las memorias y testimonios gráficos de la Delpi, la última sobreviviente de un grupo de travestis y drag queens aniquilado por el sida en la década de 1980 en Córdoba.

## Argumento
La Delpi, última sobreviviente de un grupo de travestis y drag queens aniquilado por el sida en la década de 1980 en Córdoba, relata sus recuerdos y testimonios de sus compañeras fallecidas tres décadas antes.

## Reparto
- Marcos García
- La Delpi
- Martin Shanly

## Premios y nominaciones
- 2020: Festival Internacional de Cine de Berlín (Berlinale)
  - Ganador. Premio Teddy. Mejor cortometraje
  - Nominada. Oso de Oro. Mejor cortometraje
- 2020 Dokufest Festival Internacional de Cine Documental y Cortometrajes
  - Nominada. Premio en la Competición de Cortometrajes Documentales
- 2020 Festival Internacional de Cortometrajes de Hamburgo
  - Nominada. Mejor Cortometraje Internacional
- 2020 Festival Internacional Canadiense de Documentales Hot Docs
  - Nominada. Mejor Cortometraje Documental
- 2020 Festival Internacional de Cine Documental de Navarra Punto de Vista
  - Nominada. Gran Premio Punto de Vista
- 2020 Festival de Cine de Mar del Plata Film Festival 2019
  - Ganador. Mejor Cortometraje Argentino
- 2020 Festival de Cine y Artes Two Riversides
  - Nominada. Premio al Cortometraje Internacional